# Pia Maertens
Pour les articles homonymes, voir Maertens.
Pia Maertens née le 6 janvier 1999 à Duisbourg, est une joueuse de hockey sur gazon. Elle évolue au poste d'attaquante avec l'équipe nationale allemande,.

## Carrière

### Championnat d'Europe
- : 2019, 2021

### Jeux olympiques
- Top 8 : 2020